# Pfeiffershof
Pfeiffershof is een plaats in de Duitse gemeente Hellenthal, deelstaat Noordrijn-Westfalen, en telt 3 inwoners (2006).